# Banánová válka (EU–USA)
Banánová válka je název pro obchodní spor mezi USA a EU ohledně importu banánů do EU. Spor začal po podpisu dohody z Lome a dohody z Cotonou v roce 1993. Tyto dohody upřednostňovaly členy skupiny AKT (77 afrických, karibských a tichomořských zemí, vesměs bývalé kolonie Velké Británie a Francie) tím, že jim dovolovaly prodávat banány na trhu EU bez kvót. Oficiálním důvodem pro toto zvýhodnění byla „nedostatečná kvalita“ latinskoamerických banánů. V důsledku tlaku ze strany velkých amerických společností (Chiquita a Dole) vláda Spojených států žalovala EU u WTO. V roce 1997 EU tento spor prohrála a Spojené státy v rámci odvetné akce uvalily cla, což ovlivnilo importované zboží v celkové výši 191 miliónů dolarů. Clo bylo především zaměřené na luxusní zboží (italský sýr, dánská šunka, francouzské kabelky). Spor skončil v roce 2001 podpisem dohody, ve které si EU vymínila přechodné období do roku 2006, do kterého umožní svým bývalým koloniím importovat banány bez cel do výše 750 tisíc tun banánů za rok na jednu zemi.

## Pokračování sporu s dalšími latinskoamerickými státy
V lednu 2005 EU rozhodla, že producenti banánů z Jižní a Střední Ameriky budou platit clo ve výši 230 eur za tunu. Proto se státy jako Ekvádor, Kolumbie, Kostarika, Guatemala, Honduras, Panama a Nikaragua započaly arbitráž s EU u WTO. V září 2005 bylo clo redukováno na 187 eur za tunu. Současná výše cla je 176 eur za tunu. Cíl těchto zemí byl však 140 euro za tunu. Spor byl ukončen na konferenci WTO v Hongkongu v prosinci 2005, kde došlo ke kompromisu.